# Weistrach
Weistrach is een gemeente in de Oostenrijkse deelstaat Neder-Oostenrijk, gelegen in het district Amstetten (AM). De gemeente heeft ongeveer 2200 inwoners.

## Geografie
Weistrach heeft een oppervlakte van 35,79 km². Het ligt in het centrum van het land, iets ten noorden van het geografisch middelpunt.